# Drakbåts-VM för landslag 2003
Drakbåts-VM för landslag 2003 anordnades av IDBF i Poznań i Polen den 27–31 augusti. Distanserna var 200 meter, 500 meter, 1 000 meter och 2 000 meter. Det tävlades enbart i 20-mannabåtar i dam-, mixed- och open-klasser på junior-, senior- och master-nivå.

## Medaljtabell
| Pl.    | Nation         | Guld | Silver | Brons | Totalt |
| ------ | -------------- | ---- | ------ | ----- | ------ |
| 1      | Tyskland       | 8    | 5      | 2     | 15     |
| 2      | Ryssland       | 6    | 3      | 3     | 12     |
| 3      | Kanada         | 4    | 5      | 8     | 17     |
| 4      | Polen          | 2    | 2      | 3     | 7      |
| 5      | USA            | 1    | 4      | 3     | 8      |
| 6      | Storbritannien | 1    | 1      | 3     | 5      |
| 7      | Tjeckien       | 1    | 0      | 1     | 2      |
| 8      | Italien        | 0    | 1      | 0     | 1      |
| NP     | Australien     | 0    | 0      | 0     | 0      |
| NP     | Nederländerna  | 0    | 0      | 0     | 0      |
| NP     | Sverige        | 0    | 0      | 0     | 0      |
| NP     | Sydafrika      | 0    | 0      | 0     | 0      |
| NP     | Schweiz        | 0    | 0      | 0     | 0      |
| Totalt | Totalt         | 23   | 21     | 23    | 67     |

## Medaljsammanfattning

### Premier
| Klass                  | Guld | Silver | Brons |
| 250m, premier herrar   |      |        |       |
| 500m, premier herrar   |      |        |       |
| 1 000m, premier herrar |      |        |       |
| 250m, premier damer    |      |        |       |
| 500m, premier damer    |      |        |       |
| 1 000m, premier damer  |      |        |       |
| 250m, premier mixed    |      |        |       |
| 500m, premier mixed    |      |        |       |

### Junior
| Klass                 | Guld | Silver | Brons |
| 250m, junior herrar   |      |        |       |
| 500m, junior herrar   |      |        |       |
| 1 000m, junior herrar |      |        |       |
| 250m, junior mixed    |      |        |       |
| 500m, junior mixed    |      |        |       |

### Senior
| Klass                 | Guld | Silver | Brons |
| 250m, senior herrar   |      |        |       |
| 500m, senior herrar   |      |        |       |
| 1 000m, senior herrar |      |        |       |
| 250m, senior damer    |      |        |       |
| 500m, senior damer    |      |        |       |
| 250m, senior mixed    |      |        |       |
| 500m, senior mixed    |      |        |       |